# Вулиця Морських Піхотинців
Ву́лиця Морськи́х Піхоти́нців — вулиця у Солом'янському районі міста Києва, селище Жуляни. Пролягає від вулиці Сергія Колоса до Лугової вулиці.
Прилучаються Вчительська вулиця та вулиця Князів Ґедиміновичів.

## Історія
Виникла у 1-й третині XX століття як одна з вулиць села Жуляни (куток Греківщина). мала назву вулиця Мічуріна, на честь російського біолога і селекціонера Івана Мічуріна. Сучасна назва на честь Морської піхоти Військово-морських сил Збройних сил України — з 2022 року.